# Tutuia
Tutuia war ein altägyptischer Goldschmied („Goldschmied des Herrn beider Länder“), der im Neuen Reich tätig war.
Tutuia ist von einer Opferstele bekannt, die in der Sammlung des Ägyptischen Museum in Berlin aufbewahrt wird. Hier wird im Rahmen eines Opferformulars von ihm einzig der Name und seine Tätigkeit genannt, weitere überlieferte Informationen gibt es zu ihm nicht.